# Оберек

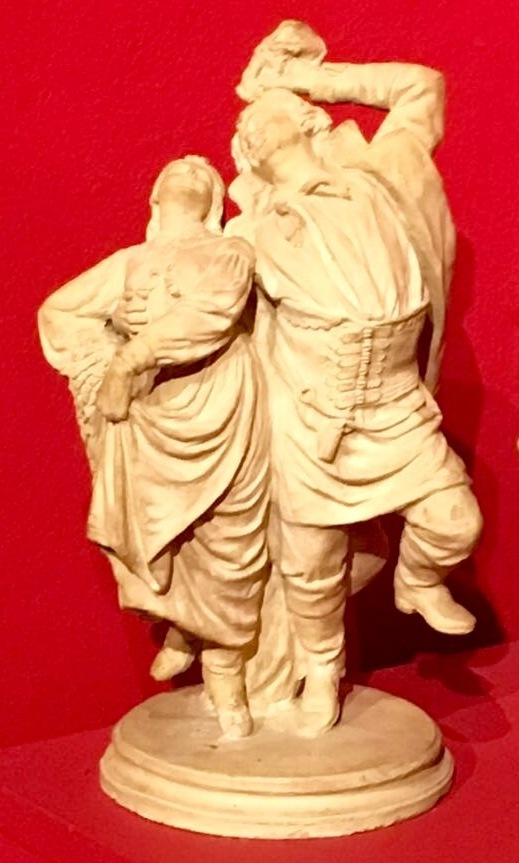
Оберек — Антоні Кужава, 1881

Обере́к (пол. oberek, або обертас) — польський народний танець у тридольному музичному розмірі. Назва «Оберек» походить від слова «obracać się», що у польської мові означає «обертати». Оберек танцюють у дуже швидкому темпі, з ритмами мазурки. Він складається з безлічі танцювальної підтримки та стрибків. Це другий за популярністю танець в польсько-американській музиці, після польки.

## Польський оберек (народний)
Оберек у своєму первісному вигляді є польським народним танцем і є найшвидшим із П'яти національних танців Польщі. П'ять національних танців це: Полонез, Мазурка, Куяв'як, Краков'як та Оберек.
В центральній Польщі музика для оберека зазвичай виконувалася невеликим сільським оркестром kapela, в якому переважала скрипка .

## Оберек польських американців (соціальний)
«Оберек польських американців» — це соціальний танець, спочатку привезений до Америки польськими іммігрантами наприкінці 1800-х — на початку 1900-х років.